# Ted Falk
Pour les articles homonymes, voir Falk.
Ted Falk (né le 23 mai 1960) est un homme politique canadien.

## Biographie
Il a été élu député qui représente de la circonscription de Provencher à la Chambre des communes du Canada du Parti conservateur lors de l'élection partielle du lundi 25 novembre 2013.
Avant son élection, il a été le président de la Steinbach Credit Union (en), et le propriétaire d'une entreprise de la construction et de la concassage de gravier en partie.